# Podophthalmus vigil
Podophthalmus vigil es una especie de cangrejo de la familia Portunidae. 
El nombre científico de la especie fue publicado válidamente por primera vez en 1798 por Fabricius.